# Studio 100
Studio 100 ist ein flämisches Unternehmen, welches Fernsehserien, Musik, Filme, Comics und Merchandise produziert. Außerdem besitzt das Unternehmen unter dem Markennamen Plopsa mehrere Freizeitparks und Schwimmbäder.

## Geschichte
Studio 100 wurde 1996 von Gert Verhulst, Danny Verbiest und Hans Bourlon gegründet.
Bei der Gründung von Studio 100 1996 hatten sie erst eine Serie namens Samson und Gert. Sofort entschieden sie sich dazu eine weitere Serie zu kreieren, um sich selbst bekannter zu machen. Sie produzierten die Serie Kabauter Plop, welche seit 1997 auf VTM ausgestrahlt wird.
Im Jahr 1999 expandierte das Unternehmen schlagartig. Vier neue Projekte wurden in Flandern begonnen: ein Musical, ein Spielfilm und zwei Fernsehserien. VTM wurde gefragt, ob sie das Musical und den Spielfilm finanziell unterstützen möchten. Im Oktober desselben Jahres gaben Studio 100 und VMMa (Vlaamse Media Maatschappij) bekannt, dass sie den Themenpark Meli-Park in das heutige Plopsaland Belgium umbauen.
Studio 100 übernahm im Jahr 2000 die populäre Girlgroup K3 von Niels William.
Danny Verbiest kündigte 2005 an, dass er nicht mehr die Rolle von Samson aus Samson und Gert spielen möchte. Kurz darauf gab er seinen Rücktritt aus Studio 100 bekannt. In den darauffolgenden Jahren wurden viele weitere Serien begonnen, wie Piet Pirat, Mega Mindy, Spring (Fernseh Soap), Das Haus Anubis und viele weitere.
Ebenfalls 2005 wurde der Kauf des belgischen Freizeitparks TéléCoo an den Wasserfällen von Coo, welcher für die Saison 2007 in „Plopsa Coo“ umgebaut wurde. Außerdem wurde am Heiligabend desselben Jahres der erste Indoorpark des Studios, das „Plopsa Indoor“ in Hasselt, eröffnet.
2007 begann Studio 100 damit, einige seiner Produktionen in anderen Ländern zu veröffentlichen. Wir3 (Eine Kopie von K3) wurde in Deutschland gegründet, wo sie sofort in die Musikcharts kamen. Außerdem wurde Fred & Samson, das französischsprachige Äquivalent zu Samson und Gert, auf dem französischen Fernsehsender Club RTL in der Wallonischen Region und in Brüssel ausgestrahlt. Des Weiteren wurde eine Serie namens Bumba, welche von einem Clown handelt, an andere Länder verkauft.
Im Jahr 2008 kaufte Studio 100 die EM.Entertainment GmbH von EM.Sport Media mitsamt ihren Rechten an einigen ausländischen 1970er-Jahre-TV-Hits wie Heidi, Wickie, Die Biene Maja und Pippi Langstrumpf und produzierte computeranimierte Neuauflagen solcher Serien:
- 2013: Die Biene Maja
- 2014: Wickie und die starken Männer
- 2015: Heidi
- 2015: Nils Holgersson

Die deutsche Tochtergesellschaft Studio 100 International GmbH befindet sich in München.

## Plopsa

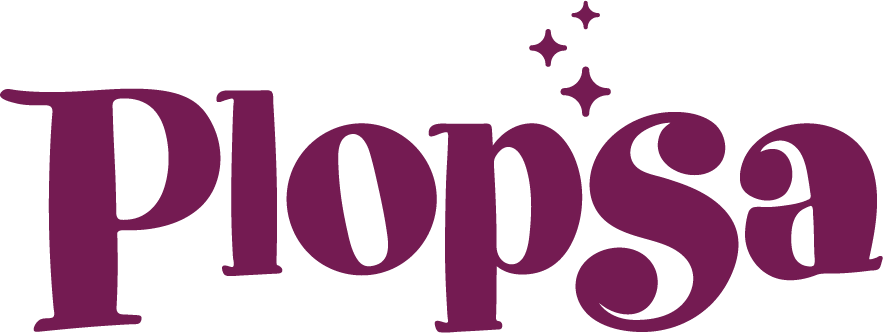
Plopsa Logo

Unter dem Markennamen Plopsa betreibt das Studio 100 mehrere Freizeitparks und Schwimmbäder.

### Freizeitparks
Im April 2010 wurde mit dem Plopsa Indoor in Dalen bei Coevorden der erste Freizeitpark des Studios außerhalb Belgiens eröffnet. Am 3. November 2010 gab das Studio 100 den Kauf des heutigen Plopsaland Deutschland (damals Holiday Park) bekannt. Die Freizeitparks werden jährlich von ca. 2,5 Millionen Gästen besucht und haben einen Umsatz von ca. 50 Millionen Euro im Jahr (Stand 2010).
Plopsaland
- Plopsaland Deutschland
- Plopsaland Ardennes
- Plopsaland Belgium

Plopsa Indoor
- Plopsa Indoor Coevorden
- Plopsa Indoor Hasselt

Plopsa Station
- Plopsa Station Antwerpen

Majaland
- Majaland Kownaty
- Majaland Warsaw
- Majaland Prag

### Schwimmbäder
Im März 2015 wurde das erste Schwimmbad direkt neben dem Plopsaland Belgium eröffnet. Das zweite Schwimmbad folgte im Juni 2021 mit Plopsaqua Landen-Hannut. Weitere Schwimmbäder sind geplant.
- Plopsaqua De Panne
- Plopsaqua Hannut-Landen
- Plopsaqua Haßloch (in Planung / Eröffnung für Ende 2026)